# Reliquiario di San Marsus
Il reliquiario di San Marsus era un reliquiario di arte ottoniana risalente al 1000 circa. Si trattava di uno dei pezzi più significativi del tesoro della cattedrale di Essen. Dorato e rivestito di lavori a smalto, fu distrutto nel 1797 senza che fosse mai stato riprodotto, a parte qualche limitata descrizione.

## Storia

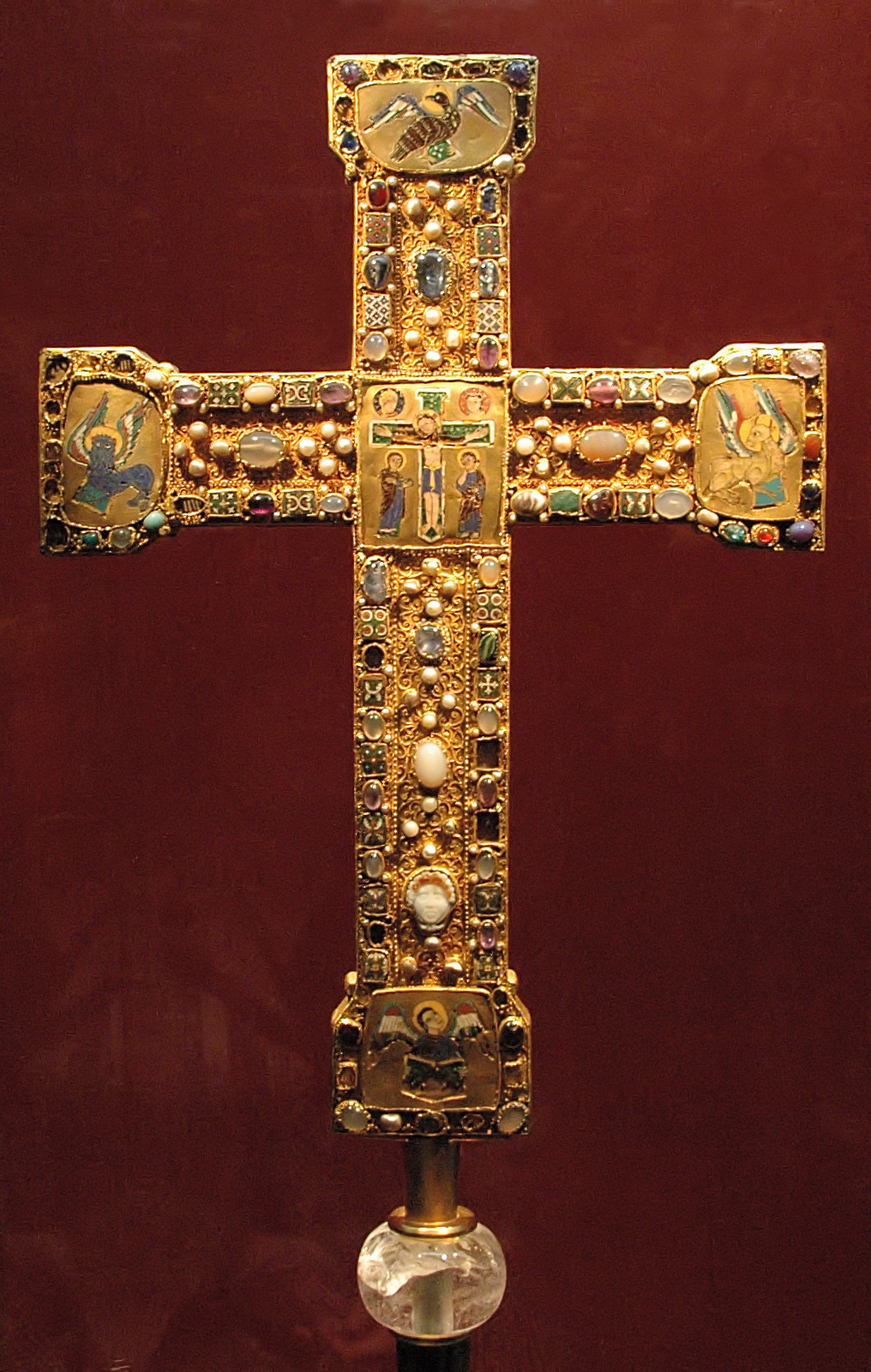
La Croce Senkshmelz (1000 ca), probabilmente della stessa fattura del perduto reliquiario.

Alfredo di Hildesheim, vescovo di Hildesheim e fondatore dell'abbazia di Essen, aveva traslato le reliquie di San Marsus, presunto martire del III secolo, nell'864 da Auxerre in una sconosciuta località abitata dai Sassoni, forse l'abbazia di Corvey. L'abbazia di Essen ricevette più tardi da Lione, fra il 999 ed il 1002, il capo ed il busto del santo, per volontà dell'imperatore Ottone III (regnante 996-1002) e del vescovo di Auxerre Ugo di Chalon († 1039). La traslazione e la realizzazione di un reliquiario dedicato rappresentava una donazione commemorativa dell'imperatore Ottone III e di sua madre Teofano per il padre (e marito) Ottone II ed era quindi molto ricco e ornato.
Lo scopo della traslazione viene dedotto da un'iscrizione sul reliquiario, che recitava:
Lo storico dell'arte Beuckers presume che la croce e il reliquiario, che era decorato con placche di smalto dorato, fossero stati creati in un laboratorio di Essen. Nel XV secolo il cranio del santo fu spostato dal reliquiario medievale al nuovo busto reliquiario di San Marsus, ancora esistente nel tesoro del duomo di Essen.
Nel 1634, durante la Guerra dei Trent'anni, la badessa Maria Clara von Spaur portò in salvo sé stessa e il tesoro dell'abbazia a Colonia, dove rimasero fino alla fine dello scontro. La Madonna d'oro di Essen e il perduto reliquiario furono portati in processione per le strade di Colonia durante questo periodo. Come riferito dai rapporti contemporanei, furono in grado di eclissare i tesori di Colonia con il loro splendore.
Il reliquiario andò distrutto a causa dell'incuria dei servi dell'abbazia responsabili dell'evacuazione nel 1794, quando fu preso per essere posto al sicuro dal saccheggio francese. I resti furono fusi nel 1797 e il capolavoro dell'arte ottoniana andò irrimediabilmente perduto.

## Caratteristiche
L'opera aveva le fattezze di una cassa-reliquiario ed era la più antica di questo genere dell'Impero, precursore dei reliquiari renani, di cui il più noto è il reliquiario dei Re Magi nel duomo di Colonia. Il reliquiario di San Marsus era d'oro e decorato con numerose placche e gemme in smalto dorato. La più grande di queste era un'immagine dell'imperatore Ottone II, posta sul retro del reliquiario. Sulla base di una rappresentazione del reliquiario in una pala d'altare, raffigurava Ottone in adorazione, fungendo quindi anche da memoriale.
Lo stile, la fattura e i colori del reliquiario possono essere desunti dall'aspetto della Croce Senkshmelz nello stesso tesoro della cattedrale di Essen, probabilmente realizzati in contemporanea.